# Parada de Arriba
Parada de Arriba és un municipi de la província de Salamanca a la comunitat autònoma de Castella i Lleó. Limita al Nord amb El Pino de Tormes i Florida de Liébana, a l'Est amb Carrascal de Barregas, al Sud amb Galindo y Perahuy i a l'Oest amb Porteros (Carrascal de Barregas) 

## Demografia
| 1991 | 1996 | 2001 | 2004 |
| ---- | ---- | ---- | ---- |
| 244  | 248  | 229  | 243  |